# 倫派萊
倫派萊（芬蘭語：Lempäälä）是芬蘭西南部皮尔坎马区的市镇。距離坦佩雷23公里，始建於1866年，市镇面積为307平方公里，2023年人口数量为24,703人。

## 友好城市
- 瑞典 乌尔里瑟港
- 挪威 上埃伊克爾
- 匈牙利 陶波爾曹
- 義大利 拉戈堡

另外，瑞典的乌普兰斯布罗市镇为伦派莱的赞助市镇。